# Torre Ottagonale (Chivasso)
La Torre Ottagonale è un'antica torre medioevale della città di Chivasso in Piemonte.

## Storia
La torre rappresenta l'unica parte superstite di un castello eretto nel 1178 da Guglielmo IV degli Aleramici, marchese del Monferrato.
A partire dal XV secolo la torre venne ulteriormente innalzata di diversi metri con un'aggiunta in laterizi. Questa venne demolita nel secolo scorso contestualmente alla rimozione di alcune altre strutture residue del castello per permettere l'apertura dell'attuale via Po.

## Descrizione
La torre, situata in pieno centro cittadino, è oggi alta circa 20 metri. La copertura è frutto di una recente opera di restauro.
La struttura presenta esternamente un rivestimento in blocchi di pietra calcarea e internamente un paramento murario in laterizi culminante in una volta a padiglione a otto spicchi.
Sul lato settentrionale e su quello meridionale, a circa 8 metri d'altezza sul livello stradale due porte permettono l'accesso alla torre: anticamente queste erano accessibili grazie ad alte scale in legno che potevano essere rimosse per ragioni difensive. L'interno era invece suddiviso in almeno tre livelli pavimentati in legno, così come fanno ipotizzare i livelli delle mensole.